# Schmidt Ocean Institute

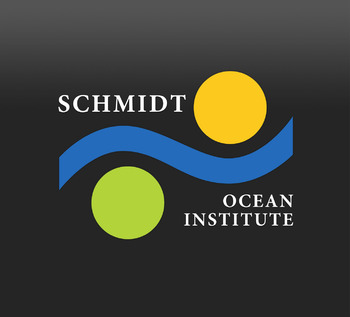
Эмблема Schmidt Ocean Institute

Океанографический институт Шмидтов (англ. Schmidt Ocean Institute) — некоммерческий фонд, который был создан в марте 2009 года американским специалистом в области информационных технологий Эриком Шмидтом и его женой, деловой женщиной и благотворительницей Венди Шмидт. Целью института является развитие инновационных океанографических исследований и открытий за счёт технологического прогресса, проведения совместных научных исследований, пропаганды и образования, а также открытый обмен информацией. SOI поддерживает океанографические исследования, предоставляя сотрудникам свободное время на их исследовательском судне RV Falkor ("Фалькор"), ныне Gaia Blu, а затем его преемнике RV Falkor Too и экспертную техническую поддержку судна. Сотрудничающие исследователи и учреждение, использующее Falkor, обязуются открыто делиться и передавать результаты своих исследований, наблюдений, данных.

## Исследовательские суда
Schmidt Ocean Institute имеет в распоряжении два исследовательских суда, R/V Lone Ranger и R/V Falkor. Lone Ranger («Одинокий рейнджер») бывший буксир на 255 футов был пожертвован в Институт Питером Б. Льюисом в 2009 году и работал в Институте для поддержки исследований Бермудских и Багамских островов.
В 2012 году Schmidt Ocean Institute завершил модернизацию бывшего немецкого рыбацкого судна в океанографическое исследовательское судно. Новое модернизированное судно было переименовано в R/V Falkor в честь дракона счастья из Бесконечной истории Энде. Falkor R/V стал полностью готовым для научного использования в 2013 году после года морских испытаний. С тех пор, Falkor принимал многочисленные международные научные группы и институты, успешно поддерживая океанографические исследования. В 2015 году R/V Falkor стал первым океанографическим исследовательским судном с высокопроизводительными вычислительными системами, расширяющими возможности хранения и обработки данных.

## Заметные открытия
Исследования Schmidt Ocean Institute сфокусированы на океанографической разведке, картированию морского дна и иновационных морских технологиях. Было обнаружено множество новых видов.
Заметные открытия включают открытие глубочайших в мире известных живых рыб, среди них нескольких новых видов в Марианской впадине.
Усовершенствованные возможности оборудования R/V Falkor позволили отобразить более одного миллиона квадратных километров морского дна.
В 2020 году технология сопоставления морского дна Schmidt Ocean Institute (SV Falkor) обнаружила крупнейший остроконечный коралловый риф на большом барьерном рифе, который достиг высоты более чем 1640 футов, первый в своём роде, обнаруженный более чем за 120 лет.